# Девети Мај
Девети Мај (до почетка 1990-их година Ново Село) је насељено место у градској општини Палилула на подручју града Ниша, у Нишавском округу. Налази се на алувијалној тераси Јужне Мораве и Нишаве, удаљено око 6 км западно од центра Ниша. Према попису из 2022. било је 4.330 становника (према попису из 1991. било је 3.689 становника). Према попису из 2011. у Деветом Мају има 4.795 становника.

## Историја
Преисторијски налази (неолит) на локалитету званом Бубањ указују на веома стару насељеност. У турским изворима старијег периода не наилази се на помен Новог Села, због чега се може претпоставити да је млађег постанка, на шта упућује и његов назив. У турском попису из 1498. године, међутим, помиње се село Доњи Бубањ са 41 домом и 5 воденица, које је затим тајанствено ишчезло (вероватно крајем 17. или у првој половини 18. века). Према турском попису нахије Ниш из 1516. године, место је било једно од 111 села нахије и носило је назив Доњи Бубањ, а имало је 40 кућа, 4 удовичка домаћинства, 6 самачка домаћинства. Истраживања на локалитетима Бубањ и КП Дом (гробови, грађевински материјал) показала су да је овде вероватно била позиција Доњег Бубња. Данашње насеље Девети Мај (Ново Село) је посебно, млађе село, изван континуитета са Доњим Бубњем и можда је постало од издвојеног, прекоречног заселка Поповца, а можда и неким посебним дошљачким засељавањем. Ослобођење 1878. године га је затекло као сеоце у крчевинама на левој обали Нишаве са 11 домова и 85 становника, којим господари Мустафа бег из Ниша.
Захваљујући доброј земљи и још више близини прокупачког пута и Ниша, Ново Село је већ у међуратном периоду почело да привлачи досељенике. Насељавање је оријентисано како према сеоском насељу, тако и уз друм. Први се уз прокупачки пут, са његове северне стране, населио 1921. године Цветан Стефановић, ковач, пореклом из Александрова. Његову приземну кућу и радњу откупио је 1927. године Јован Јовић, сеоски столар, пореклом из Врањске Бање. Две године касније (1929) на раскрсници, на месту данашње самопослуге почела је са радом циглана-црепана Милана Јовића и ортака. Рушењем њеног последњег остатка (димњака) и примитивне механе до ње 1946/47. године настала је „ширина“, на којој ће се поткрај осме деценије 20. века сместити самоуслуга, сквер и пијаца. Године 1930. село је имало 41 домаћинство и 344 становника. Од 1930. до 1934. године уз друм су се заселила и два млина (оба су престала с радом после 1945. године). Захваљујући њима простор око друма добио је 1935/36. године електричну струју, док је сеоско насеље ову добило 1942/43. године. Успешан старт првих досељеника и добра пословна позиција на друму и уз раскрсницу привукла је и друге придошлице занатлије, па су се до 1940. године заселили: 1 ковач (А. Митровић из Бубња), 1 колар (Б. Стошић) и 1 поткивач (Д. Стошић), чију је поткивачницу Св. Костић из Лалинца 1937. године преправио у кафану.
После 1945. године дуж трасе пута за Прокупље и у сеоском насељу почело је засељавање и других занатлија (зидара, фарбара, стругара, механџија, пекара, трговаца, стаклара), као и домаћинства стражара у КП Дому и радника придошлица. У једном од предратних млинова (Никодија Игњатовића) уселио се мањи фабрички погон за прераду кожа и крзна (после интеграције са фабриком „Ђука Динић“ 1980. године престао је са радом). Почев од 1946/50. године почела су се, поред других, досељавати и домаћинства са Косова којих је 1983. године било око 80. Иза 1960. године према подвожњаку и у старом селу почели су се насељавати пензионисани стражари КП Дома. Поред ових, велики број досељеника је дошао из Топлице, Добрича, Црне Траве и лесковачког краја. Многи од њих су радили у иностранству, а зарађени новац су пласирали у изградњу великих кућа.
Следећи горњи процес и као његова последица, дошло је поткрај осме деценије 20. века до физичког спајања Доњег Међурова, Чокота и Новог Села. Тако је крајем осме деценије настала овде приградска конурбација у којој је 1981. године пулсирало 1507 домаћинстава и 5805 становника. У овом процесу изменила се и економско-социјална структура домаћинстава Новог Села: године 1971. било је 31 пољопривредно, 38 мешовитих и 305 непољопривредних домаћинстава. Није се, међутим, изменио спонтани (стихијни) и рурални изглед насеља. Године 1979. урађен је детаљан урбанистички план насеља. Занимљиво је да је након овог чина насељавање застало, а нови дошљаци се радије оријентишу на села и терене изван домашаја урбанистичког плана.

## Саобраћај
До Деветог Маја се може доћи градским линијама
- 10 Ћеле Кула - Јура - Насеље 9. Мај (превозник - "Ниш Експрес") и
- 36 Трг Краља Александра - Насеље 9. Мај - Мрамор (превозник - "Ниш Експрес"), као и приградским линијама
- 25 ПАС Ниш - Доње Међурово - Чокот - Насеље 9.Мај (превозник - "Ниш Експрес"),
- 26 ПАС Ниш - Насеље 9. Мај (до амбуланте у насељу 9. Мај) - Лалинац (превозник - "Ниш Експрес"),
- 33 ПАС Ниш - Насеље 9. Мај - Мрамор - Крушце - Лалинске Појате - Сечаница (превозник - "Ниш Експрес"),
- 36Л ПАС Ниш - Насеље 9. Мај - Мрамор - Мраморско Брдо - Мраморски Поток (превозник - "Ниш Експрес"),
- 39 ПАС Ниш - Насеље 9. Мај - Мрамор - Суповац - Сечаница (превозник - "Ниш Експрес", од 01.02.2020 "Ласта" , Београд)

## Демографија
У насељу Девети Мај живи 3878 пунолетних становника, а просечна старост становништва износи 42,3 година (41,6 код мушкараца и 43,2 код жена). У насељу има 1523 домаћинства, а просечан број чланова по домаћинству је 2,84.
Ово насеље је великим делом насељено Србима (према попису из 2002. године), а у последња три пописа, примећен је пораст у броју становника.
|  |

| Демографија | Демографија | Демографија |
| Година      | Становника  | Становника  |
| ----------- | ----------- | ----------- |
| 1948.       | 607         |             |
| 1953.       | 630         |             |
| 1961.       | 746         |             |
| 1971.       | 1.412       |             |
| 1981.       | 2.976       |             |
| 1991.       | 3.689       | 3.619       |
| 2002.       | 4.305       | 4.520       |
| 2011.       | 4.795       |             |
| 2022.       | 4.330       |             |

| Етнички састав према попису из 2002.‍ | Етнички састав према попису из 2002.‍ | Етнички састав према попису из 2002.‍ | Етнички састав према попису из 2002.‍ | Етнички састав према попису из 2002.‍ |
| ------------------------------------ | ------------------------------------ | ------------------------------------ | ------------------------------------ | ------------------------------------ |
|                                      |                                      |                                      |                                      |                                      |
| Срби                                 | Срби                                 |                                      | 4.160                                | 96,63%                               |
| Роми                                 | Роми                                 |                                      | 24                                   | 0,55%                                |
| Црногорци                            | Црногорци                            |                                      | 18                                   | 0,41%                                |
| Македонци                            | Македонци                            |                                      | 11                                   | 0,25%                                |
| Бугари                               | Бугари                               |                                      | 10                                   | 0,23%                                |
| Југословени                          | Југословени                          |                                      | 6                                    | 0,13%                                |
| Хрвати                               | Хрвати                               |                                      | 5                                    | 0,11%                                |
| Украјинци                            | Украјинци                            |                                      | 1                                    | 0,02%                                |
| Мађари                               | Мађари                               |                                      | 1                                    | 0,02%                                |
| непознато                            | непознато                            |                                      | 55                                   | 1,27%                                |

| Година пописа     | 1948. | 1953. | 1961. | 1971. | 1981. | 1991. | 2002. |
| ----------------- | ----- | ----- | ----- | ----- | ----- | ----- | ----- |
| Број домаћинстава | 115   | 126   | 185   | 374   | 845   | 1.008 | 1.292 |

| Број чланова      | 1   | 2   | 3   | 4   | 5   | 6  | 7  | 8 | 9 | 10 и више | Просек |
| ----------------- | --- | --- | --- | --- | --- | -- | -- | - | - | --------- | ------ |
| Број домаћинстава | 113 | 287 | 293 | 382 | 117 | 80 | 15 | 4 | 1 | 0         | 3,33   |

| Пол    | Укупно | Неожењен/Неудата | Ожењен/Удата | Удовац/Удовица | Разведен/Разведена | Непознато |
| ------ | ------ | ---------------- | ------------ | -------------- | ------------------ | --------- |
| Мушки  | 1.712  | 454              | 1.176        | 51             | 23                 | 8         |
| Женски | 1.746  | 313              | 1.188        | 195            | 45                 | 5         |
| УКУПНО | 3.458  | 767              | 2.364        | 246            | 68                 | 13        |

| Пол    | Укупно                    | Пољопривреда, лов и шумарство | Рибарство                            | Вађење руде и камена | Прерађивачка индустрија       |
| ------ | ------------------------- | ----------------------------- | ------------------------------------ | -------------------- | ----------------------------- |
| Мушки  | 772                       | 17                            | 0                                    | 2                    | 229                           |
| Женски | 510                       | 16                            | 0                                    | 0                    | 144                           |
| УКУПНО | 1.282                     | 33                            | 0                                    | 2                    | 373                           |
| Пол    | Производња и снабдевање   | Грађевинарство                | Трговина                             | Хотели и ресторани   | Саобраћај, складиштење и везе |
| Мушки  | 14                        | 71                            | 96                                   | 18                   | 133                           |
| Женски | 1                         | 8                             | 118                                  | 18                   | 22                            |
| УКУПНО | 15                        | 79                            | 214                                  | 36                   | 155                           |
| Пол    | Финансијско посредовање   | Некретнине                    | Државна управа и одбрана             | Образовање           | Здравствени и социјални рад   |
| Мушки  | 1                         | 11                            | 89                                   | 25                   | 18                            |
| Женски | 5                         | 8                             | 19                                   | 42                   | 73                            |
| УКУПНО | 6                         | 19                            | 108                                  | 67                   | 91                            |
| Пол    | Остале услужне активности | Приватна домаћинства          | Екстериторијалне организације и тела | Непознато            | Непознато                     |
| Мушки  | 14                        | 0                             | 0                                    | 34                   | 34                            |
| Женски | 15                        | 0                             | 0                                    | 21                   | 21                            |
| УКУПНО | 29                        | 0                             | 0                                    | 55                   | 55                            |